# Aspidoparia jaya
Aspidoparia jaya är en fiskart som först beskrevs av Hamilton 1822.  Aspidoparia jaya ingår i släktet Aspidoparia och familjen karpfiskar. IUCN kategoriserar arten globalt som livskraftig. Inga underarter finns listade.